# Comté de L'Assomption
Pour les articles homonymes, voir L'Assomption.
Le comté de L'Assomption était un comté municipal du Québec ayant existé entre 1855 et le 1er janvier 1983. 
Le territoire qu'il couvrait est aujourd'hui compris dans la région administrative de Lanaudière et correspond à une partie des actuelles municipalités régionales de comté (MRC) de L'Assomption, des Moulins et de Montcalm. Son chef-lieu était la municipalité de L'Assomption.

## Municipalités situées dans le comté
- Charlemagne (détaché de Lachenaie et de Saint-Paul-l'Ermite en 1906 sous le nom de Laurier; renommé Charlemagne en 1907[3],[4])
- L'Assomption, municipalité de la paroisse (créé en 1855; fusionné à L'Assomption en 1992[5])
- L'Assomption, municipalité de village, puis de ville (créé en 1846[5])
- Laurentides (détaché de Saint-Lin-de-Lachenaie en 1856 sous le nom de Saint-Lin; renommé Laurentides en 1883; regroupé avec Saint-Lin en 2000 pour former Saint-Lin–Laurentides[3])
- L'Épiphanie, municipalité de village, puis de ville (détaché de la municipalité de paroisse de L'Épiphanie en 1921[3])
- L'Épiphanie, municipalité de paroisse (créé en 1855[3])
- Repentigny (créé en 1855 sous le nom de Notre-Dame-de-l'Assomption-de-Repentigny; renommé Repentigny en 1956[6])
- Lachenaie (créé en 1855 sous le nom de Saint-Charles-de-Lachenaie; renommé Lachenaie en 1972; fusionné à Terrebonne en 2001[7])
- Saint-Gérard-Majella (détaché de la municipalité de paroisse de L'Assomption en 1906 sous le nom de Saint-Gérard-Magella; renommé Saint-Gérard-Majella en 1969; fusionné à L'Assomption en 2000[3])
- Mascouche (créé en 1855 sous le nom de Saint-Henri-de-Mascouche; renommé Mascouche en 1971[3])
- Saint-Lin (créé en 1855 sous le nom de Saint-Lin-de-Lachenaie; renommé Saint-Lin en 1969; regroupé avec Laurentides en 2000 pour former Saint-Lin–Laurentides[3])
- Le Gardeur (détaché de Notre-Dame-de-l'Assomption-de-Repentigny et de Saint-Charles-de-Lachenaie en 1857 sous le nom de Saint-Paul-l'Ermite; renommé Le Gardeur en 1978; fusionné à Repentigny en 2002[3])
- Saint-Roch-de-l'Achigan (créé en 1855 sous le nom de Saint-Roch; renommé Saint-Roch-de-l'Achigan en 1957[8])
- Saint-Roch-Ouest (détaché de Saint-Roch en 1921[3])
- Saint-Sulpice (créé en 1855[3])

## Formation
Le comté de L'Assomption comprenait lors de sa formation les paroisses  de Saint-Sulpice, Repentigny, L'Assomption, Saint-Roch, Lachenaie, Saint-Henri et Saint-Lin.